# NSB El 4 sorozat
Az NSB El 4 sorozat egy norvég 15 kV, 16,7 Hz váltakozó áramú, 1'C+C1' tengelyelrendezésű villamosmozdony-sorozat. Az NSB üzemeltette nehéz vasérszállító tehervonatok vontatására. Összesen 5 db készült belőle. 1967-ben selejtezték. Egyet sem sikerült megőrizni belőle.